# Воентелеком
Воентелеком — российская телекоммуникационная компания, созданная в соответствие с распоряжением правительства Российской Федерации в целях обеспечения внедрения современных технологий в системах связи вооруженных сил. Организация включена в перечень стратегических организаций, а также федеральных органов исполнительной власти, обеспечивающих реализацию единой государственной политики в отраслях экономики страны, а также в перечень организаций, оказывающих существенное влияние на отрасли промышленности и торговли. В настоящее время находится в сложном финансовом положении, в отношении компании ООО «Центр безопасности МВО» собирается запустить процедуру банкротства. «Воентелеком» являлся поставщиком более 400 госконтрактов на сумму более 2,4 млрд рублей, выступал заказчиком более 2,4 тыс. госконтрактов на общую сумму более 54,6 млрд рублей.
Из-за вторжения России на Украину, «Воентелеком» находится под международными санкциями всех стран Евросоюза, США, Украины, Японии и Швейцарии

## История
8 октября 2002 года распоряжением Правительства РФ № 1409-р создается федеральное государственное унитарное предприятие «Воентелеком». 24 апреля 2003 года созданная организация получила статус юридического лица.
15 сентября 2008 года был издан указ президента № 1359 «Об открытом акционерном обществе „Оборонсервис“», согласно которому ФГУП «Воентелеком» было преобразовано в ОАО «Воентелеком».
В 2013 году ОАО «Воентелеком» столкнулось с финансовыми трудностями и находилось в предбанкротном состоянии. 12 февраля 2013 года произошла смена руководства компании — гендиректором назначен Александр Давыдов вместо Николая Тамодина.
В 2015 году ОАО «Воентелеком» входит в состав холдинга АО «Гарнизон», созданного Министерством обороны Российской Федерации.
В 2018 году компанию возглавил Александр Сергеевич Якунин.
В декабре 2020 года в отношении генерального директора компании, Александра Якунина, было возбуждено уголовное дело в связи с обвинением в мошенничестве и вымогательстве. Уголовное дело было возбуждено по заявлению главы компании «РС-комплект» (крупный подрядчик РЖД) Дениса Захарова.
В 2021 году компания вновь столкнулась со сложным финансовым положением. В течение трёх лет к компании было подано более 100 исков суммарно на 7,3 млрд рублей. Компания-поставщик ООО «Центр безопасности МВО» в связи с возникшими перед ней многомиллиардными долгами стала грозить начать процедуру банкротства ОАО «Воентелеком».
В августе 2021 года Генеральная прокуратура Российской Федерации начала проводить проверку деятельности ОАО «Воентелеком» в связи с подозрением на мошенничество при заключении контрактов с Минпромторгом на сумму 175,9 млн рублей.

## Финансовые претензии
В марте 2020 года АО «Кибертехника» обнародовало извещение о планах обратиться в суд с тем, чтобы признать АО «Воентелеком» банкротом. Согласно полученным от АО «Кибертехника» данным, вступившее в силу в феврале 2020 года решение суда гласило, что АО «Воентелеком» задолжал ему 44 103 714 рублей 67 копеек, а также неустойку в размере 1 845 740 рублей 46 копеек. В октябре 2020 года было прекращено исполнительное производство — так как обе стороны сделали взаимозачёт и долги погасили.
В апреле 2021 года ООО «Центр безопасности МВО» обнародовало извещение о планах обратиться в Арбитражный суд Москвы "с заявлением о признании банкротом АО «Воентелеком». Этому предшествовало решение суда от октября 2020 года, согласно которому в пользу ООО «Центр безопасности МВО» с АО «Воентелеком» взыскали 207 293 218 руб. 97 коп., в том числе 191 339 259 руб. 13 коп. долга и 15 953 959 руб. 84 коп. процентов, также были взысканы издержки на судебных расходы. В марте 2021 года вышестоящая судебная инстанция подтвердила решение, но 17 мая 2021 года АО «Воентелеком» подало кассационную жалобу для очередного пересмотра дела.

## Санкции
3 июня 2022 года, на фоне вторжения России на Украину, АО «Воентелеком» внесено в санкционные списки Евросоюза так как «осуществляет техническое обслуживание, ремонт ИТ-инфраструктуры, связи военной техники, линий связи и средства радиоэлектронной борьбы вооруженных сил Российской Федерации, в том числе на территории незаконно аннексированного Крыма и Севастополя». Также Евросоюз отмечает что «Воентелеком» сотрудничал с корпорацией «Ростех» «по развитию стандарта LTE на территории незаконно аннексированного Крыма и Севастополя».
2 июня 2022 года АО «Воентелеком» попало в санкционные списки США за приобретение или попытки приобретения товаров американского происхождения для поддержки российских военных. 21 февраля 2024 года «Воентелеком» включён в санкционный список Канады против организаций связанных с военно-промышленным комплексом".
Также, по аналогичным основаниям, АО «Воентелеком» было включено в санкционные списки Японии, Украины и Швейцарии